# Tim Staffell
Tim Staffell (Isleworth, Middlesex, 1948. február 24. –) angol rockénekes, basszusgitáros, gitáros és vizuális művész. Tagja volt az 1984 és Smile együtteseknek Brian May és Roger Taylor társaságában, akik később Freddie Mercuryval és John Deaconnal megalakították a Queen együttest. Staffel és May együtt írta a Doing All Right című dalt, amely 1973-ban a Queen debütáló albumán kapott helyet. Staffel később a Humpy Bonghoz csatlakozott, majd a progresszív rockot játszó Morgan együtteshez. A Smile-ból való kilépése után szólógitáros is lett, erre sosem volt lehetőség addig, míg Brian Mayjel volt egy együttesben.
Staffel később modellkészítőként, tervezőként és animátorként dolgozott, valamint kereskedelmi rendezője volt a Galaxis útikalauz stopposoknak című BBC televízió adaptációnak, és fő modellkészítője a Thomas the Tank Engine gyermekműsornak.
2001-ben visszatért a zenéléshez, és létrehozott egy blues/funk együttest, az aMIGót, amely folk, latin és rockzenei elemekből merített ihletet. Eddig egyetlen albumot bocsátottak ki, amelyen szerepelt két régi Smile szerzemény, az Earth és a Doing All Right, valamint a felvételeken egykori zenésztársa, Brian May is közreműködött.